# Intervilles
Intervilles (Entre ciudades) es un concurso televisivo de la televisión francesa, creado en el 1962 por Guy Lux, inspirado en Campanile sera, concurso similar de la televisión italiana del 1959. 

## Formato
El programa es un torneo veranero en que participan cada semana dos ciudades francesas, jugando con vaquillas, tapetes deslizantes, una piscina, y una pared inclinada que se sube con una barra, únicamente utilizando la fuerza de los brazos; el juego se completa con una prueba de preguntas de cultura general. 
El interés del juego son las caídas de los participantes y el ambiente de fiesta de pueblo que se presenta.
Al final de cada temporada se realiza una gran final entre las dos ciudades que obtuvieron la mayor puntuación a lo largo del verano.

## Historia
El juego fue creado en 1962 y se convirtió rápidamente en un éxito en la televisión francesa RTF / ORTF, gracias a la dimensión familiar del programa. Pasaba en la Primera, y después en TF1. Entre 1966 y 1969 no hubo programas.
En 1971, Intervilles desaparece de las pantallas francesas... para reaparecer un solo año: 1973, esta vez en FR3. Después el programa desaparece otra vez.
En el verano 1985, Intervilles regresa en TF1 y sobrevive a la privatización del canal, pero se para una vez más en 1991.
Pero Intervilles ya era un mito televisivo, y regresa en TF1 en 1995. Pero un gran cambio ocurre este año: Guy Lux, el presentador mítico, no presenta el programa. Es otro presentador quien toma el relevo: Jean-Pierre Foucault. Es un éxito: 9 millones de telespectadores para la primera. Pero el programa pierde audiencia poco a poco, y en 1998, sa para otra vez.
En 1999, se hizo un programa especial que enfrentaba a París contra Pekín.
En 2004, Intervilles regresa otra vez en France 2, pero esta vez, el programa pasa a las 19 todos los días. No es el éxito esperado.
En 2005, el programa vuelve a la 21, presentado por Nagui y Patrice Laffont.
En 2006, ocurre otro cambio de canal (el programa pasa en France 3) y de presentadores: Julien Lepers y Tex presentan el programa junto con Robert Wurtz, Nathalie Simon y Vanessa Dolmen . Esta vez, es un gran éxito.
En 2007 continua el mismo equipo pero con Robert Wurtz como árbitro, que es reemplazado por Olivier Alleman en la tercera emisión.
En 2008 esta vez no lo presenta Robert Wurtz, que es reemplazado por Olivier Alleman, ni Vanessa Dolmen, que es reemplazado por Alessandro Di Sarno como árbitro Sandra Murugiah.
En 2009 continua en France 3 présentado por Nelson Monfort y Philippe Candelero con Nathalie Simon y Arbitrando Olivier Alleman.
En 2010 volverá con una nueva edición.

## Adaptaciones
Intervilles ha sido adaptado en varios países: en el Reino Unido conocido como (It's a Knockout! en 1966 hasta 1982 y después en 1999 hasta 2001 y Simply The Best en 2004), en Países Bajos bajo el nombre de (Zeskamp entre 1964 y 1987), en Alemania se llamó (Telematch (Spiel Öhne Grenzen) en 1970 hasta 1979 y Deutschland Champions en 2003-2004), sobre todo en España primero como (Cuando calienta el Sol en 1995) y después como (El Grand Prix del verano en 1996 hasta 2009 y su regreso en 2023) donde se sigue emitiendo con mucho éxito , también en Portugal como (Campeões Nacionais en 2003) y ahora emite (Todos Gostam do Verão en 2009) una versión idéntica al (Grand Prix del Verano) español también con mucho éxito.
También desde 2006 se emite hasta la actualidad en Italia, (Mezzogiorno in Famiglia).
Existió una versión europea de Intervilles que se llamaba Juegos sin fronteras durante muchos años, entre 1965 hasta 1982 y después de 1988 hasta 1999.
en 2019 se estrenó (EuroGames 2019), inspirado en Juegos sin fronteras.
Existió una versión internacional de Intervilles desde 2005 hasta 2016 que se llamaba The Biggest Game Show in the World desde 2012 hasta su última temporada.